# Chytri
 (juin 2024).
Si vous disposez d'ouvrages ou d'articles de référence ou si vous connaissez des sites web de qualité traitant du thème abordé ici, merci de compléter l'article en donnant les références utiles à sa vérifiabilité et en les liant à la section « Notes et références ».
Chytri (Chytroi, Χῦτροι (grec)) a été l'une des Dix cités-royaumes de Chypre dans l'Antiquité, située dans le centre de l'île, sur le territoire de Chytraea, à l'ouest de la Plaine de la Mésorée. Elle correspond à la ville moderne de Kythrea, occupée par la Turquie et rebaptisée Değirmenlik. Son nom est utilisé comme siège titulaire (de) pour un évêque sans diocèse tant par l'Église catholique romaine que par l'Église de Chypre.